# Partido del Comité de Defensa Popular
El Partido del Comité de Defensa Popular fue un partido político estatal con operación en el Estado de Chihuahua, fundado en 1972 por un grupo de estudiantes, profesores, campesinos, obreros, desempleados, y gente recién emigrada a la ciudad dirigidos por Jesús, Juan y Vicente Güereca. No fue oficialmente partido político hasta 1989 que fueron las primeras elecciones en las que participaron formalmente. Su principal actividad fue la ocupación de extensiones de terreno a las orillas de las grandes ciudades del estado a fin de repartirlas a quienes no tenían viviendas, además de a los propios miembros del comité, para la construcción de casas, denominadas "colonias populares" o colonias de "paracaidistas". También se buscaba la reservación de espacios para infraestructuras enfocadas en el servicio a la comunidad.

## Historia

### Inicios
El 15 de enero de 1972, en la ciudad de Chihuahua hubo un intento fallido de triple asalto bancario al Banco Comercial de Eloy S. Vallina, que terminó con la muerte de Avelina Gallegos entre otros además de la detención y posterior asesinato de Diego Lucero Martínez. El fin del salto era conseguir fondos para su lucha de tipo "Guerrilla urbana", este ya era el tercer intento en el estado por tratar de hacer guerrilla, seguido del Asalto al cuartel de Madera dirigido por Arturo Gámiz García el 23 de septiembre de 1965 y el Grupo Guerrillero del Pueblo Arturo Gámiz liderado por Óscar González Eguiarte en 1968.
A unos cuantos días, se gestó un movimiento en la Universidad Autónoma de Chihuahua, iniciado en la Facultad de Derecho, en donde se le exigía al gobernador Oscar Flores Sánchez que se hiciera una investigación de los hechos conforme a la ley y se hablara con todos los detenidos, además el Comité Coordinador Estudiantil que agrupaba estudiantes de las principales escuelas de la ciudad (Universidad Autónoma de Chihuahua, Escuela Normal del Estado e Instituto Tecnológico Regional del Estado), había convocado a un mitin para protestar por el asesinato de los arrestados, principalmente el de Diego Lucero. Así el 28 de enero de 1972, fue constituida una "asamblea popular", entre los reunidos en la Plaza de Arenas, a iniciativa de los participantes de la colonia Francisco Villa, y que tenía como órgano directivo al denominado Comité de Defensa Popular.
Los días posteriores se comenzaron a reunir en un salón de la Facultad de Medicina de la UACh, luego en locales sindicales. Los primeros en formar parte del Comité de Defensa Popular fueron la colonia Francisco Villa, el Movimiento Sindical Ferrocarrilero de la sección 5 del Sindicato de Trabajadores Ferrocarrileros de la República Mexicana (STFRM), la sección octava del Sindicato Nacional de Trabajadores de la Educación, el Sindicato de Trabajadores y Empleados de la Universidad, el Sindicato de Aceros de Chihuahua, la sección 25 del Sindicato de Trabajadores de la Enseñanza de la República Mexicana, el Frente Auténtico del Trabajo, el Movimiento Revolucionario del Magisterio y el Consejo Estudiantil de Lucha. Y así estuvieron hasta 1974 año en que rompió.
El movimiento siguió y se intensificó durante febrero, siendo el movimiento más grande en la historia de Chihuahua.
El 30 de abril el CDP convoca a un desfile obrero con los afiliados a los sindicatos aliados del mismo por el Día del Trabajo. El 1 de mayo el CDP toma la Plaza de Armas y corre de ahí a la gente del PRI y de la CTM y realizan un mitin ahí.
La inclusión del STFRM como aliado del CDP se debió a que en la sección 5 de los ferrocarrileros nacionales de México se habían librado batallas importantes contra dirigentes en 1971, como la captura del edificio sindical el 6 de octubre de 1972, en el cual se habían posicionado los trabajadores. Esto afirmó una necesidad de apoyo al STFRM por el comité, que presentaban ideales similares.
El Comité más tarde instalaría un tribunal popular, el cual iniciaría sus trabajos el 26 de julio de 1972. Los días 8 y 9 de septiembre se llevaron a cabo numerosas audiencias en las que se recibieron denuncias por actos represivos, destacando las del Movimiento Estudiantil por las masacres del 2 de octubre y 10 de junio, del Sindicato de Trabajadores Electricistas de la República Mexicana (STERM) entre otras denuncias individuales.
En julio se intentaría la consolidación de un sindicato independiente en la fábrica de artículos de limpieza "La Nacional", apoyado por el comité. Fracasó y se despidieron a los dirigentes además de que se reemplazó con otro sindicato cetemista. El CDP también organizó el sindicato independiente de los trabajadores de la Junta Municipal de Agua y Saneamiento (JMAS). El primero de diciembre se creó una asamblea en apoyo del nuevo sindicato, esto ocurrió después de un incidente frente al paraninfo universitario en el que un estudiante y un trabajador fueron lesionados por la policía del estado, por lo que la universidad terminaría por apoyar a estudiantes y maestros en el movimiento. Dicho movimiento también fracasó. No obstante, el movimiento de los trabajadores de Santa Fé, bajo la dirección del CDP sería un éxito. Trás el desalojo y aprehensión por parte de policías a los huelguistas en las instalaciones de la empresa, asambleas de la universidad y la colonia Francisco Villa desarrollaron una campaña apoyada por el CDP. Se secuestraron diez camiones de carga de distintas rutas y amenazaron con quemarlos en un lapso de 24 horas si las peticiones del sindicato no eran escuchadas. A dos horas del cumplimiento de la amenaza, se firmaría el convenio, obligando a las compañías a otorgar las prestaciones reclamadas, además de liberar a los detenidos.
Tres meses después de su formación, el CDP inició discusiones para la elaboración de un programa político y discusiones que involucraban proyectos de los sindicatos e ideales políticos. De estos proyectos, no se llegó a aprobar ninguno formalmente.
El día 29 de agosto hubo un gran mitin por parte de los trabajadores electricistas en los que se agregan a las demandas de estos las del Comité.
El 26 de octubre, tras tener varios días tomado el Edificio de la Sección 5 del Sindicato de Ferrocarrileros, esta fue tomada por quienes no estaban de acuerdo con el CDP y más tarde el CDP lo recuperó a la fuerza.
Para el 20 de noviembre, los electricistas se separaron.

### Decaída
A principios de 1973, el movimiento había terminado y el Comité se caía en su propio peso y mala organización, quedando prácticamente solo la Colonia Francisco Villa en él, además el rector de la Universidad, Óscar Ornelas renunció a su cargo.

### Colonias Populares
En los años 60, en el estado de Chihuahua se observó un importante fenómeno de emigración del campo a la ciudad, principalmente a la ciudad de Chihuahua, además de que en esa década la población del estado aumentó de 1,226,793 a 1,612,525 habitantes, aumentando un 31.4%, de igual forma, en la población urbana el porcentaje de crecimiento de la población fue de 65.6% y en el campo de apenas 0.08%, y el municipio de Chihuahua aumentó su población en un 49%.
La primera colonia popular fundada fue la Francisco Villa, originada de la invasión de unos terrenos en la entonces salida norte de la ciudad el 17 de junio de 1968, de principio, la toma estuvo dirigida por elementos del Partido Comunista Mexicano, que se separaron al ser ofrecidos por el gobierno unos terrenos algo alejados de la ciudad, mas sin embargo, 300 personas insistieron e invadieron los terrenos donde hoy es la colonia. Como era de esperarse, la colonia estaba formada por gente de escasos o nulos recursos económicos, además carecía de servicios y tenía un alto índice delincuencial.
Precisamente, este era la actividad principal del Comité, que, tomaba los terrenos por la fuerza y estos eran repartidos a los inmigrantes además de varias porciones que eran dadas a los líderes del CDP.
Para 1980 ya habían sido tomadas 1,300 hectáreas de terreno y habían llegado a la ciudad unos 300,000 paracaidistas.

### Etapa posterior
Durante los años 80, el Comité de Defensa Popular, aumentó su popularidad entre la población de Chihuahua y continuaba con su actividad de toma y repartición de tierras o "paracaidismo" como se le conocía coloquialmente. En 1982 la organización apoyó la huelga de la Escuela Superior de Agricultura Hermanos Escobar en Ciudad Juárez y por esos tiempos, la organización también era criticada por ser considerada como partido paraestatal, al servicio del PRI y del Gobierno del Estado de Chihuahua, dado que en varias ocasiones, especialmente en el "verano caliente" de 1986, acudían a golpear a los militantes del PAN, en sus famosos grupos de choque dirigidos por personalidades como Jaime García Chávez o Rubén Aguilar Jiménez.
En 1989, el partido obtuvo el registro, participando en las elecciones de ese año, sin resultado exitoso.
También, bajó la misma posición que las colonias populares, el presidente del partido, Rubén Aguilar, abrió en las calles del centro un centro comercial llamado "El Pasito", que, le ha dado mala imagen al centro de la ciudad de Chihuahua además de que es el principal punto de venta de artículo "pirata".
En 1992, el partido postuló a Rubén Aguilar Jiménez a la gubernatura del estado, logrando un nuevo desempeño, de igual forma en 1998 lo hizo con Ángel José Gurrea Luna.

### Desaparición
Para los años 90, el Partido del Comité de Defensa Popular, había perdido el registro como Partido Político local, para pasar a formar, con otras organizaciones semejantes en el resto del país, el Partido del Trabajo, como partido político nacional. La pérdida del registro del partido se oficializó el 22 de octubre de 1998, tras haber obtenido en las elecciones de ese año un 0.51% del total de los votos, siendo que el mínimo para conservar el registro era el 2% del total.

## Candidatos a Gobernador de Chihuahua
| Año  | Resultado | Candidato              | Votos  | %     | Lugar |
| ---- | --------- | ---------------------- | ------ | ----- | ----- |
| 1992 | Pierde    | Rubén Aguilar Jiménez  | 18,758 | 2.4%  | 4.º   |
| 1998 | Pierde    | Ángel José Gurrea Luna | 10,322 | 1.02% | 4.º   |